# Sophia Zackrisson
Anna Sophia Christina Zackrisson, född 17 april 1973, är en svensk läkare, cancerforskare och professor i diagnostisk radiologi vid Lunds universitet.

## Forskning
Sophia Zachrisson har uttryckt att cancer som sjukdom alltid fascinerat henne mer än andra åkommor. Hon disputerade 2006 på en avhandling om graden av överdiagnostik vid mammografiscreening. Studierna bakom avhandlingen blev internationellt uppmärksammade och ledde till intervjuer i bland annat CNN. Samtidigt hittar dagens mammografi enligt Zackrisson bara ungefär hälften av alla bröstcancertumörer, med hjälp av 3D-mammografi (även kallad brösttomosyntes) kan man upptäcka fler fall av sjukdomen på ett tidigt stadium. Ungefär 15 000 kvinnor deltog i studien som publicerades 2018 och visade att man hittade ungefär 34 % fler tumörer, dessutom är metoden mer användarvänlig eftersom trycket som anläggs mot bröstet är mindre än vid konventionell mammografi. Samtidigt som metoden är känsligare för att hitta cancer ökar också graden av falskt positiva fynd, vilket kan orsaka onödiga undersökningar och onödig oro. Man håller också på att i samarbete med en irländsk forskargrupp undersöka hur man kan dra nytta av AI och maskininlärning i implementeringen av metoden. Ett annat kommande projekt är att studera samtliga mammografier från Malmöregionen sedan 2004, ungefär 400 000 stycken, och korrelera radiologiska fynd med senare upptäckt av bröstcancer.

## Opinionsbildning kring bröstcancerscreening
Zackrisson har uppgett till Dagens Nyheter att hon önskar att svenska kvinnor fick mer information om överdiagnostik och överbehandling som ett resultat av bröstcancerscreening. Nyttan av screeningen är väl belagd, bland annat i brittiska studier, men hon menar samtidigt att alltför känslig diagnostik leder till att kvinnor med långsamt växande tumörer utsätts för onödiga ingrepp och behandlingar för tumörer som aldrig hade orsakat morbiditet eller för tidig död. Även Socialstyrelsen har kritiserat bristen på information om potentiellt negativa konsekvenser av screening. Efter intervjuerna i amerikansk media användes Zackrissons argument enligt Cancerfonden som ett slagträ i den internationella mammografidebatten och hon fick också motta kritik för att motarbeta mammografi. Hon meddelar i artikeln att hon inte tog vid sig särskilt mycket, som forskare strävar man efter att veta, inte tycka.

## Priser och anslag
Sophia Zachrisson utsågs år 2020 till årets cancerforskare av Cancerfonden med motiveringen: "För enastående forskning om avancerad bilddiagnostik för cancersjukdomar. Sophia Zackrissons vetenskapliga insatser och systematiska utvecklingsarbete pekar mot en framtid där människa och datorer lär av varandra för ännu bättre diagnostik av bl.a. bröstcancer.” Hon fick redan året innan anslag av Cancerfonden för forskning och utveckling på nästan 7 miljoner kronor.

## Familj
Tillsammans med sin make har hon tre barn.